# أسامي تاتشيبانا
أسامي تاتشيبانا (橘麻美 تاتشيبانا أسامي) هي ملحنة يابانية ولدت في 1987 في محافظة ناغاساكي.

## أعمالها في الدراما اليابانية
- لينك (بالتعاون مع هيرويوكي ساوانو)
- صائد العائلات (بالتعاون مع يوكي هاياشي)
- فراجايل (بالتعاون مع يوكي هاياشي)
- أختي العزيزة (بالتعاون مع Jhameel، ميغومي شيرايشي وتاكاشي أوماما)
- حرب الأكاذيب (بالتعاون مع يوكي هاياشي)
- ثريل!
- سر في حبك لي (بالتعاون مع يوكي هاياشي)
- هنتر: صائدات الجوائز (بالتعاون مع يوتاكا يامادا)
- هاردناتس! (بالتعاون مع تاكافومي وادا)

## أعمالها في الأنمي

### مسلسلات أنمي تلفزيونية
- ربيع شباب x رشاش
- هجوم العمالقة: الثانوية
- روبوتكس;نوتس (بالتعاون مع تاكيشي أبو و يوكي هاياشي)
- جاندام بيلد فايترز تراي (بالتعاون مع يوكي هاياشي)
- سول إيتر نوت! (بالتعاون مع يوكي هاياشي)
- هايكيو!! (بالتعاون مع يوكي هاياشي)
- هايكيو!! الموسم الثاني (بالتعاون مع يوكي هاياشي)
- هايكيو!! ثانوية كاراسونو في مواجهة أكاديمية شيراتوريزاوا (بالتعاون مع يوكي هاياشي)
- هايكيو!! TO THE TOP (بالتعاون مع يوكي هاياشي)
- سرالفة النهاية (بالتعاون مع هيرويوكي ساوانو، تاكافومي وادا وميغومي شيرايشي)
- سرالفة النهاية: معركة ناغويا (بالتعاون مع هيرويوكي ساوانو، تاكافومي وادا وميغومي شيرايشي)
- دارلينغ إن ذا فرانكس
- بين السماء و البحر
- موريارتي الوطني

## وصلات خارجية
- أسامي تاتشيبانا على موقع IMDb (الإنجليزية)
- أسامي تاتشيبانا على موقع ميوزك برينز (الإنجليزية)
- أسامي تاتشيبانا على موقع قاعدة بيانات الفيلم (الإنجليزية)

- صفحة IMDb